# Energoprojekt Visokogradnja Beograd
Energoprojekt Visokogradnja Beograd (code BELEX : EPVI) est une entreprise serbe qui a son siège social à Belgrade, la capitale de la Serbie. Elle travaille dans le secteur de la construction.
Energoprojekt Visokogradnja Beograd est la principale filiale de la société Energoprojekt holding Beograd.

## Histoire
Energoprojekt Visokogradnja Beograd a été admise au marché non régulé de la Bourse de Belgrade le 26 mars 2007.

## Activités
Parmi les activités de Energoprojekt Visokogradnja figurent la construction de centres d'affaires, d'immeubles résidentiels ou commerciaux mais aussi la construction d'installations hydro-techniques. L'entreprise travaille également dans la reconstruction ou la modernisation de structures existantes, mais aussi dans la démolition d'ouvrages. Elle assure aussi la conception, la réalisation et la maintenance d'installations industrielles, fournissant ainsi des installations clé en main. Elle assure également la formation du personnel de ses clients.
Energoprojekt Visokogradnja dispose de six agences à l'étranger, dont cinq en Russie et une au Kazakhstan ainsi que de deux filiales, l'une au Ghana et l'autre au Zimbabwe.
Parmi ses réalisations, on peut citer le sénat et la présidence de la république à Tachkent, en Ouzbékistan ou des immeubles d'affaires et des centres administratifs, par exemple à Belgrade, à Aktaou au Kazakhstan, à Tema et à Accra au Ghana. Elle a construit des centres commerciaux à Aktaou, à Atyraou et à Oural au Kazakhstan des immeubles résidentiels ou encore des installations sportives comme le Belgrade Arena, le complexe sportif de Shah Alam en Malaisie ou la salle de sports d'Igalo au Monténégro. Entre autres, elle a également construit l'hôtel Avalon à Syktyvkar en Russie ou l'hôtel Sheraton d'Harare au Zimbabwe, ainsi que des banques en Russie et au Ghana.

## Données boursières
Le 29 mars 2013, l'action de Energoprojekt Visokogradnja Beograd valait 353 RSD (3,16 EUR). Elle a connu son cours le plus élevé, soit 3 000 RSD (26,87 EUR), le 16 avril 2007 et son cours le plus bas, soit 165 RSD (1,47 EUR), le 6 mars 2012.
Le capital de Energoprojekt Visokogradnja Beograd est détenu à hauteur de 93,22 % par des entités juridiques, dont 92,38 % par Energoprojekt holding Beograd.